# Yma Sumac
Zoila Augusta Emperatriz Chávarri del Castillo (originalment Zoila Emperatriz Chávarri Castillo; Callao, Perú, 13 de setembre de 1922- Los Angeles, Estats Units, 1 de novembre de 2008) o més coneguda com Yma Súmac (o Imma Sumack), fou una cantant nascuda a Perú. Al 1955 va rebre el Guiness World Record per el rang vocal més ampli del panorama musical, arribant a les 5 octaves, en un moment en què el registre mitjà de les cantants d’òpera era de dos octaves i mitja. Considerada “Reina del exótica” i pionera del World Music, “Ima sumaq” significa “Què bonica” en quítxua.
Va destacar durant la dècada dels 50 sota el segell Capitol Records. La llegenda sobre el seu llinatge inca, amb el seu registre vocal, el seu estil de inspiració naturalista i la fusió de diferents gèneres produïda per Le Baxter i Moisés Vivanco, va portar el seu àlbum debut Voice of the Xtabay al número 1 en Estats Units. Altres èxits seus foren senzills com Legend of the sun Virgin (1952) Fuego del Ande (1959) Mambo! (1955) o Virgin of the Sun God (Taita Inty) (1950), que va arribar al número 1 al Regne Unit. Durant aquests anys, la cantant va estar entre les dones amb mes ventes d’àlbums als Estats Units juntament amb figures com Doris Day, Jane Froman i Eartha Kitt.
Al 1951 es va convertir en la primera cantant llatinoamericana en actuar a Brodway, i també va ser la primera dona llatinoamericana en guanyar una estrella fonogràfica al Passeig de la Fama de Hollywood el 1960. Aquest mateix any va viatjar a la Unió Soviètica, convidada per Nikita Jruschov, on va vendre més de 20 milions de butlletes. En 1974, segons Variety, ja havia realitzat més de 3 mil concerts per tot el món, superant a qualsevol artista de l’època. En 2010, V Magazine la va incloure com un del 9 icones de moda més importants de tots el temps. Va vendre més de 40 milions de discs, convertint-se en l’acte musical d’origen peruà més venut de tota la història. Actualment la seva discografia té més de 60 milions de reproduccions en les plataformes digitals de streaming a nivell global.

## Registre vocal
El registre vocal d'Yma Sumac abasta les cinc octaves, sent la primera cantant a assolir aquest rang en la història de la música. La nota més alta de la peruana era d'un Mi7, produït en diversos concerts però mai escoltat en enregistraments, i la seva nota més baixa va ser un Mi2. Lata Mangeshkar o Mariah Carey han estat comparades amb ella, malgrat que aquesta última hagi arribat al Sol # 7, però amb ajuda del "registre de xiulet" o "flageolet". Yma Sumac té la particularitat única d'interpretar tots els papers de l'òpera, des de soprano de coloratura fins als greus d'un baríton amb ple domini i comoditat en tots els registres, sense l'ús de falset ni del "registre de xiulet". Yma Sumac fou també coneguda per ser l'única que va aconseguir fer la triple coloratura coneguda com "trino d'aus" en la cançó Chuncho, a més de superar Erna Sack en les notes altes i a Mado Robin amb el seu famós Re7. A més, al 1953 va desenvolupar la seva pròpia tècnica única en el món en “Chucho (The Forest Creatures)”, anomenada “triple coloratura”, molt semblant al trinar de les aus.

## Biografia
Els seus pares van ser Sixto Chávarri i Emilia del Castillo Atahualpa. La seva condició de descendent de l'emperador inca Atahualpa va ser certificada oficialment el 23 de maig de 1946 pel Govern del Perú. En el document, signat pel cònsol José Varela y Arias, diu:
«Certifico per aquest mitjà que al meu bon enteniment i en concordança amb les asseveracions d'autoritats en la història dels Inques i la història peruana en general, Imma Summack és una descendent de l'Inca Atahualpa».
Després que es descobrissin els seus dots de cantant als 13 anys, Yma Súmac es va traslladar a la ciutat de Lima. La seva primera aparició a la ràdio va ser el 1942. Es casà amb Moisés Vivanco, compositor i director de la banda de música, el 6 de juny del mateix any. Utilitzant el nom artístic d'Imma Sumack  Arxivat 2007-08-13 a Wayback Machine. va gravar com a mínim vuit cançons de folklore peruà a l'Argentina el 1944.
En aquestes primeres gravacions per al segell discogràfic Odeón apareixia l'agrupació de Moisés Vivanco anomenada "Compañía Peruana de Arte" - un grup integrat per 46 nadius dansaires, cantants i músics. El 1946 Yma Sumac i Vivanco viatjaren a la ciutat de Nova York on ella va fer presentacions amb el Trio Inca Taky, conformat per Moisés Vivanco a la guitarra, Cholita Rivero (cosina d'Yma Súmac) cantant de contralt i ballant, i Yma Súmac com a soprano; fins que van aconseguir signar un contracte amb Capitol Records el 1950.
El 2 de maig del 2006, després de 30 anys d'allunyament i amb 83 anys, va retornar a Perú per a rebre una sèrie de condecoracions del Govern d'aquest país i d'altres autoritats i organitzacions culturals. Gràcies a la iniciativa de la Asociación Cultural Romanza i gràcies a les gestions de Miguel Molinari, integrant de la Asociación Cultural de Artes Musicales Romanza, Yma Sumac va visitar Perú el maig del 2006. La soprano, de 84 anys, va romandre durant quinze dies al país, temps suficient per a visitar Cusco i el Machu Picchu.
El dissabte 1 de novembre de 2008, Yma Sumac morí després d'una llarga batalla contra el càncer de còlon en un centre d'assistència a Los Angeles. Per instruccions de la soprano i dels seus parents més propers va ser inhumada a Hollywood, on havia passat seixanta anys de la seva vida.

## Representació de la identitat inca
La figura de Yma Sumac va ser de vegades exagerada a través de narracions falses i bulls que produirien ressentiment cap a ella com a descendent inca entre part del públic peruà i nord-americà. Tot i això, va convertir-se en una de les grans representants de la producció musical peruana.
Al llarg del segle xx, i sobretot després del descobriment de Machu Picchu, el Perú travessava un període de definició del seu propi imaginari nacional i internacional, que va passar de basar-se en elements espanyols i afroperuans (crioll), a posar més èmfasi en el seu passat andí i inca. Durant aquesta etapa Yma Sumac va començar la seva carrera professional i es va unir a l'agrupació Arte Folklórico a més de debutar a emissores de ràdio internacionals. La seva carrera no trigaria a consolidar-se, i juntament amb altres artistes, el Perú seria líder en producció de música, televisió i cinema durant tota la dècada dels 40. A més, l'adopció de la identitat inca com a imatge artística (justificada per la seva ascendència), van validar la cantant en el seu context artístic nacional.
Després de la seva arribada a Nova York el 1946, Sumac i Moisés Vivanco, el seu representant, van veure les demandes del públic nord-americà: un exotisme que constava de música pop amb instrumentació orquestral i ritmes llatins, africans o polinesis, a més de cants tribals. En aquest context, Sumac i Vivanco van iniciar una transformació al folklore inicial que la cantant buscava transmetre i que tanta validació li havia donat al seu país natal. Així, el seu cant deixaria de banda l'estil folklòric andí que fins aleshores havia adoptat per adoptar un estil amb tendència operística, i va adaptar la seva imatge pública a la moda dels anys 50 amb adorns peruans. Va ser així com va aconseguir introduir-se en el Exotica, un moviment d'entreteniment popular pensat per al públic americà.

## Distincions
- Orden del Sol del Perú en el grau de Comendador per l'Estat Peruà.
- Medalla Jorge Basadre per la Universidad Nacional Mayor de San Marcos.
- Las Palmas Artísticas del Ministeri d'Educació del Perú.
- Medalla d'Honor de la Cultura Peruana de l'Instituto Nacional de Cultura.
- La Medalla de la Ciudad per la Municipalidad Metropolitana de Lima.

## Discografia
- Àlbums d'estudi
  - Voice of the Xtabay (1950)
  - Legend of the Sun Virgin (1952)
  - Inca Taqui (1953)
  - Mambo! (1955)
  - Legend of the Jivaro (1957)
  - Fuego del Ande (1959)
  - Miracles (1972) Sencills
  - Virgin Of The Sun God (Taita Inty) (1950)
  - Birds (1951)
  - Wimoweh (1952)
  - Mambo ConFusion (1991) Àlbums en viu
  - Recital (1961) Aparicions
  - Flahooley (Original Broadway Cast Recording) (1951)
  - Stay Awake: Various Interpretations of Music from Vintage Disney Films (1988)

## Filmografia
| Any  | Títol                | Rol          | Notes |
| ---- | -------------------- | ------------ | --- |
| 1942 | Pal'otro lao         | Ella mateixa | Debut cinematogràfic ama interpretación d'un tema folklòric                                                          |
| 1954 | Secret of the Incas  | Kori -Tica   | Debut com atriu. Interpreta «Virgin of the Sun God (Taita Inty)», «Earthquake! (Tumpa!)» i «High Andes! (Ataypura!)» |
| 1957 | Omar Khayyam         | Karina       | Va interpretar «Take My Heart» y «Lament»                                                                            |
| 1958 | Música de siempre    | Ella mateixa | Debut en el cinema mexicà i interpreta «Creatures of the Forest (Chuncho)»                                           |
| 1960 | Las Canciones Unidas | Ella Mateixa | Interpretà «Virgin of the Sun God (Taita Inty)»                                                                      |

| Any  | Títol              | Rol                  | Notes                                                                                     |
| ---- | ------------------ | -------------------- | ----------------------------------------------------------------------------------------- |
| 1955 | Shower of Stars    | Cantant d'òpera      | Comèdia musical. Participa en un episodi                                                  |
| 1956 | Toast Of The World | Ella mateixa         | Debut com a conductora de televisió. Només conduieix una temporada                        |
| 1956 | Climax!            | Maria Santez         | Debut com atriu de televizi, participa en un episodi                                      |
| 1972 | Fol-de-Rol         | Diversos personatges | Teleflm on interpreta una versió de «Virgin of the Sun God (Taita Inty)», entre d'altres. |

### Primers enregistraments el 1944
| - A Ti Solita Te Quiero - El Picaflor - La Benita - Amor - Amor Indio - Waraka Tusuy |  | - Carnaval Indio - Un Amor - Mi Vida y La Tuya - Te Quiero - Cholo Traicionero - Wifalitay |  | - El Payandé - La Sirena - Pariwana - Mashiringa - Melgar |  | - Andina - Punchauniquipy - Cholitas Puneñas - Qué Lindos Ojos - Vírgenes del Sol |

## Influència
- Bernard Lavilliers reconeix les influències musicals "llatines" dels discs d'Yma Sumac que els seus pares li havien donat a la dècada dels 50.
- Yma Sumac és citada per la cantant Vanessa Paradis, a Joe le taxi de 1987.
- El cantant espanyol Guille Milkyway l'esmenta a l'àlbum La revolución sexual, concretament a la seva primera cançó, titulada: La nueva Yma Sumac.

## Distinccions
- 1956: Record Guinness pel rang vocal més extens de la música.[5]

- 1960: Passeig de la Fama de Hollywood.[38]
- 1963: Disc d'Or del Hollywood Award.[2]
- 1993: Diamond Hallow Award.[2]
- 1997: Life achievement award per la seva trajectòria de casi 60 anys.[2]

- 2006: Ordre El Sol del Perú, grau de Comendador.[39][40]